# أرض الخطيئة
أرض الخطيئة (بالبرتغالية: Terra do Pecado) و (بالإنجليزية Land of Sin or Country of Sin) هي أول رواية كتبها الكاتب البرتغالي جوزيه ساراماغو، وقد نُشرت سنة 1947. شكل هذا العمل نقطة الانطلاق لمسيرته الأدبية الطويلة التي ستتوج لاحقًا، وتحديدًا سنة 1998، بفوزه بجائزة نوبل في الأدب، ليصبح أول كاتب باللغة البرتغالية ينال هذا التتويج العالمي.

### سياق النشأة
كتب ساراماغو "أرض الخطيئة" في سنوات شبابه الأولى، وكان حينها يعيش ظروفًا اجتماعية ومهنية صعبة، إذ لم يكن معروفًا بعد في الأوساط الأدبية، وكان يعمل في مطبعة ويكافح من أجل تحقيق ذاته ككاتب. نُشرت الرواية بدعم محدود، ولم تلقَ آنذاك صدى جماهيريًا أو نقديًا كبيرًا، ما دفع الكاتب إلى التوقف عن الكتابة الروائية لقرابة عشرين سنة، قبل أن يعود في الستينيات بأسلوب وأفكار جديدة ستجعله من كبار أدباء القرن العشرين.

### ملخص الرواية
تحكي الرواية قصة ماريا ليونور، وهي أرملة تعيش في عزلة نسبيًا بعد وفاة زوجها. تدور أحداث الرواية في بيئة ريفية برتغالية محافظة، وتتناول العلاقة المعقدة التي تنشأ بينها وبين صهرها، في خرق صريح للتقاليد والقيم الدينية والاجتماعية. كما تلجأ ماريا إلى طبيب العائلة لمصارحته بما تشعر به، لتبدأ عبر حواراتها معه عملية تأمل داخلية تُمكّن القارئ من الدخول إلى عمقها النفسي، والتعرف على التوترات الداخلية التي تواجهها.
الرواية تدور في أجواء مشحونة بالصراع بين الرغبة والواجب، الحب والذنب، الجسد والروح، وتفتح نافذة على عالم نفسي مملوء بالتردد والانكسار، وتطرح أسئلة أخلاقية حول الخطيئة، والحرية الفردية، وموقع المرأة في مجتمع رجولي تقليدي.

### الخصائص الأسلوبية
على عكس الأسلوب الناضج والمعقد الذي سيتبناه ساراماغو لاحقًا، تتسم «أرض الخطيئة» بأسلوب كلاسيكي تقليدي، يعتمد على الوصف السردي المباشر والحوار الواضح، وهو أسلوب قريب من الأدب الواقعي في منتصف القرن العشرين. لم يكن ساراماغو في هذه الرواية قد طور بعد تقنياته اللغوية الخاصة التي تميز بها لاحقًا، مثل الجمل الطويلة الملتوية، والاستخدام غير التقليدي لعلامات الترقيم، والمزج بين الراوي والشخصيات.

### رمزية العنوان
يحمل عنوان الرواية «أرض الخطيئة» دلالات رمزية قوية، فـ «الأرض» تشير إلى المجتمع، والمجال الجغرافي والثقافي الذي تنتمي إليه الشخصيات، بينما تشير «الخطيئة» إلى الفعل المحرم اجتماعيًا ودينيًا، والذي تتورط فيه البطلة. هذه الثنائية تعكس المأزق الأخلاقي الذي تعاني منه الشخصيات، خاصة ماريا، التي تمثل صورة المرأة الباحثة عن ذاتها في عالم لا يمنحها حق الاختيار.

### التلقي النقدي
لم تحظ الرواية عند صدورها بالكثير من الاهتمام، وقد اعتبرها ساراماغو نفسه لاحقًا عملاً غير ناضج، بل أبدى نوعًا من الخجل منها في حواراته المتأخرة، وأكد أنها لا تعبر عن أسلوبه الأدبي الحقيقي. ومع ذلك، فهي تظل ذات أهمية بالغة في مساره الإبداعي، لأنها تكشف عن البدايات الفنية لمؤلف سيصبح أحد أعلام الأدب العالمي.

### أهمية العمل في مسيرة ساراماغو
تمثل الرواية بوابة الدخول إلى عالم الكتابة الروائية لساراماغو، رغم عودته المتأخرة للرواية. كما تُظهر اشتغاله المبكر على مواضيع مثل الخطيئة، الحرية، الدين، الضمير، والانعتاق الاجتماعي، وهي مواضيع سيطورها لاحقًا في رواياته الكبرى مثل «الإنجيل يرويه المسيح» و«العميان». حيث تعكس أزمة الكاتب مع الهوية الفردية داخل مجتمع محافظ، ومع التقاليد الدينية الكاثوليكية.
رغم أن "أرض الخطيئة" ليست من الأعمال البارزة في مسيرة ساراماغو من حيث النضج الفني، فإنها تعتبر مدخلًا ضروريًا لفهم تطور مشروعه الأدبي. تكمن أهميتها في أنها تؤرخ لبداية صوت سردي سيشكل لاحقًا تحولًا نوعيًا في الرواية البرتغالية والعالمية. إنها ليست مجرد حكاية عن أرملة تقع في الخطيئة، بل قصة عن الإنسان الباحث عن الخلاص في مواجهة سلطة الدين، والمجتمع، والتقاليد.